# Scott Leary
Scott Leary (né le 29 décembre 1881 et décédé le 1er juillet 1958) est un ancien nageur américain.

## Jeux olympiques
- Jeux olympiques d'été de 1904 à Saint-Louis 
  -  Médaille d'argent sur 50 yards.
  -  Médaille de bronze sur 100 yards.